# Primulina luochengensis
Primulina luochengensis là một loài thực vật có hoa trong họ Tai voi (Gesneriaceae). Loài này có ở Quảng Tây (Trung Quốc); được Yan Liu & W.B.Xu mô tả khoa học đầu tiên năm 2010 dưới danh pháp Wentsaiboea luochengensis. Năm 2011, Mich.Möller & A.Weber chuyển nó sang chi Primulina.